# Trachylinae
Trachylinae is een onderklasse binnen de stam van de Cnidaria (neteldieren).

## Orden
- Actinulida Swedmark & Teissier, 1959
- Limnomedusae Kramp, 1938
- Narcomedusae Haeckel, 1879
- Trachymedusae Haeckel, 1866 (1879)